# Fugees
Die Fugees waren eine 1988 gegründete US-amerikanische Hip-Hop-Gruppe, die aus den drei Mitgliedern Wyclef Jean, Lauryn Hill und Pras Michel bestand. In den 1990er Jahren zählte sie zu den bekanntesten Hip-Hop-Gruppen.

## Karriere
Sie veröffentlichten das Album Blunted on Reality, nachdem sie schon relativ lange auf der Bühne standen, doch das Album konnte den Erwartungen ihres Publikums nicht gerecht werden. Trotz des Misserfolgs des ersten Albums wurde der Nachfolger The Score eines der meistverkauften Alben 1996 und war eines der ersten Rap-Alben mit deutlichen Reggae-Einflüssen. Die Fugees waren bekannt für ihre unübliche Wahl gecoverter Lieder und Samples. Beispielsweise enthielt The Score Coverversionen von No Woman, No Cry (Bob Marley) und Killing Me Softly (Lori Lieberman).

## Trennung
Die Fugees haben bis heute nicht offiziell preisgegeben, warum sie sich nach The Score getrennt hatten. Es kursierten Gerüchte, es habe sich um einen ernsthaften Streit zwischen Hill und Jean gehandelt. Fakt ist jedoch, dass Hill 1997 das erste Mal schwanger wurde und sich infolgedessen zunächst gegen die Fortsetzung der Karriere entschied. Sie besang die damalige Situation später in ihrem Lied Zion (auf ihrem 1998 veröffentlichten Solo-Album The Miseducation of Lauryn Hill):

„„Look at your career“ they said,

„Lauryn, Baby, use your head!“ 

But instead I chose to use my heart.“

In einem MTV-Masters-Interview äußerte sie Jahre später, sie habe sich damals „in eine ungesunde Richtung bewegt“ und Zion (ihr erstes Kind und somit wahrscheinlich Hauptgrund für die Trennung) sei ihre „Rettung gewesen. Erfolg geht vorüber, aber meine Familie liebt mich auch noch nächstes und übernächstes Jahr.“
Ungeachtet dessen begann sie – ebenso wie Michel und Jean – eine erfolgreiche Solokarriere.
In einem 2003 erschienenen Artikel des RollingStone Magazins wird Pras zitiert: „Er [Wyclef Jean] ist der Krebs [der Fugees]. Ihr könnt mich zitieren. Er ist der Grund, warum es kaputt ging, er ist der Grund, warum es nicht behoben wurde.“

## Comeback
Sieben Jahre nach ihrer Trennung traten die drei in Dave Chappelles Block Party erstmals wieder gemeinsam auf; danach gaben sie auch wieder als The Fugees Konzerte.
2006 erschien die Single Take It Easy.

## Diskografie

### Studioalben
| Jahr | Titel Musiklabel                            | Höchstplatzierung, Gesamtwochen, AuszeichnungChartplatzierungen (Jahr, Titel, Musiklabel, Platzierungen, Wochen, Auszeichnungen, Anmerkungen) | Höchstplatzierung, Gesamtwochen, AuszeichnungChartplatzierungen (Jahr, Titel, Musiklabel, Platzierungen, Wochen, Auszeichnungen, Anmerkungen) | Höchstplatzierung, Gesamtwochen, AuszeichnungChartplatzierungen (Jahr, Titel, Musiklabel, Platzierungen, Wochen, Auszeichnungen, Anmerkungen) | Höchstplatzierung, Gesamtwochen, AuszeichnungChartplatzierungen (Jahr, Titel, Musiklabel, Platzierungen, Wochen, Auszeichnungen, Anmerkungen) | Höchstplatzierung, Gesamtwochen, AuszeichnungChartplatzierungen (Jahr, Titel, Musiklabel, Platzierungen, Wochen, Auszeichnungen, Anmerkungen) | Anmerkungen                                                          |
| Jahr | Titel Musiklabel                            | DE | AT | CH | UK | US | Anmerkungen                                                          |
| ---- | ------------------------------------------- | --- | --- | --- | --- | --- | -------------------------------------------------------------------- |
| 1994 | Blunted on Reality Ruffhouse Records (Sony) | — | — | — | UK— SilberUK | US— GoldUS | Erstveröffentlichung: 1. Februar 1994                                |
| 1996 | The Score Columbia Records (Sony)           | DE1 ×3Dreifachgold · (48 Wo.)DE | AT1 Platin · (28 Wo.)AT | CH1 ×2Doppelplatin · (44 Wo.)CH | UK2 ×5Fünffachplatin · (92 Wo.)UK | US1 ×7Siebenfachplatin · (64 Wo.)US | Erstveröffentlichung: 13. Februar 1996 Verkäufe weltweit: 22.000.000 |

### Remixalben
| Jahr | Titel Musiklabel                          | Höchstplatzierung, Gesamtwochen, AuszeichnungChartplatzierungen (Jahr, Titel, Musiklabel, Platzierungen, Wochen, Auszeichnungen, Anmerkungen) | Höchstplatzierung, Gesamtwochen, AuszeichnungChartplatzierungen (Jahr, Titel, Musiklabel, Platzierungen, Wochen, Auszeichnungen, Anmerkungen) | Höchstplatzierung, Gesamtwochen, AuszeichnungChartplatzierungen (Jahr, Titel, Musiklabel, Platzierungen, Wochen, Auszeichnungen, Anmerkungen) | Höchstplatzierung, Gesamtwochen, AuszeichnungChartplatzierungen (Jahr, Titel, Musiklabel, Platzierungen, Wochen, Auszeichnungen, Anmerkungen) | Höchstplatzierung, Gesamtwochen, AuszeichnungChartplatzierungen (Jahr, Titel, Musiklabel, Platzierungen, Wochen, Auszeichnungen, Anmerkungen) | Anmerkungen                             |
| Jahr | Titel Musiklabel                          | DE | AT | CH | UK | US | Anmerkungen                             |
| ---- | ----------------------------------------- | --- | --- | --- | --- | --- | --------------------------------------- |
| 1996 | Bootleg Versions Ruffhouse Records (Sony) | — | — | — | UK55 Silber · (6 Wo.)UK | US127 (13 Wo.)US | Erstveröffentlichung: 26. November 1996 |

### Kompilationen
| Jahr | Titel Musiklabel                      | Höchstplatzierung, Gesamtwochen, AuszeichnungChartplatzierungen (Jahr, Titel, Musiklabel, Platzierungen, Wochen, Auszeichnungen, Anmerkungen) | Höchstplatzierung, Gesamtwochen, AuszeichnungChartplatzierungen (Jahr, Titel, Musiklabel, Platzierungen, Wochen, Auszeichnungen, Anmerkungen) | Höchstplatzierung, Gesamtwochen, AuszeichnungChartplatzierungen (Jahr, Titel, Musiklabel, Platzierungen, Wochen, Auszeichnungen, Anmerkungen) | Höchstplatzierung, Gesamtwochen, AuszeichnungChartplatzierungen (Jahr, Titel, Musiklabel, Platzierungen, Wochen, Auszeichnungen, Anmerkungen) | Höchstplatzierung, Gesamtwochen, AuszeichnungChartplatzierungen (Jahr, Titel, Musiklabel, Platzierungen, Wochen, Auszeichnungen, Anmerkungen) | Anmerkungen                         |
| Jahr | Titel Musiklabel                      | DE | AT | CH | UK | US | Anmerkungen                         |
| ---- | ------------------------------------- | --- | --- | --- | --- | --- | ----------------------------------- |
| 2003 | Greatest Hits Columbia Records (Sony) | — | — | CH44 (7 Wo.)CH | UK— GoldUK | — | Erstveröffentlichung: 25. März 2003 |

### Singles
| Jahr | Titel Album                                     | Höchstplatzierung, Gesamtwochen, AuszeichnungChartplatzierungen (Jahr, Titel, Album, Platzierungen, Wochen, Auszeichnungen, Anmerkungen) | Höchstplatzierung, Gesamtwochen, AuszeichnungChartplatzierungen (Jahr, Titel, Album, Platzierungen, Wochen, Auszeichnungen, Anmerkungen) | Höchstplatzierung, Gesamtwochen, AuszeichnungChartplatzierungen (Jahr, Titel, Album, Platzierungen, Wochen, Auszeichnungen, Anmerkungen) | Höchstplatzierung, Gesamtwochen, AuszeichnungChartplatzierungen (Jahr, Titel, Album, Platzierungen, Wochen, Auszeichnungen, Anmerkungen) | Höchstplatzierung, Gesamtwochen, AuszeichnungChartplatzierungen (Jahr, Titel, Album, Platzierungen, Wochen, Auszeichnungen, Anmerkungen) | Anmerkungen                                                                                 |
| Jahr | Titel Album                                     | DE | AT | CH | UK | US | Anmerkungen                                                                                 |
| ---- | ----------------------------------------------- | --- | --- | --- | --- | --- | ------------------------------------------------------------------------------------------- |
| 1994 | Nappy Heads Blunted on Reality                  | — | — | — | — | US49 (16 Wo.)US | Erstveröffentlichung: 1. Februar 1994                                                       |
| 1996 | Fu-Gee-La The Score                             | DE6 Gold · (19 Wo.)DE | AT14 (12 Wo.)AT | CH9 (9 Wo.)CH | UK21 Silber · (5 Wo.)UK | US29 Platin · (20 Wo.)US | Erstveröffentlichung: 9. Januar 1996                                                        |
| 1996 | Killing Me Softly The Score                     | DE1 ×2Doppelplatin · (24 Wo.)DE | AT1 Platin · (21 Wo.)AT | CH1 Gold · (28 Wo.)CH | UK1 ×4Vierfachplatin · (23 Wo.)UK | US— ×3DreifachplatinUS | Erstveröffentlichung: 31. Mai 1996                                                          |
| 1996 | Ready or Not The Score                          | DE8 Gold · (15 Wo.)DE | AT17 (12 Wo.)AT | CH23 (10 Wo.)CH | UK1 ×2Doppelplatin · (15 Wo.)UK | US— PlatinUS | Erstveröffentlichung: 29. August 1996                                                       |
| 1996 | No Woman, No Cry The Score                      | DE33 (11 Wo.)DE | AT40 (1 Wo.)AT | CH23 (10 Wo.)CH | UK2 Silber · (13 Wo.)UK | — | Erstveröffentlichung: 18. November 1996                                                     |
| 1997 | Rumble in the Jungle When We Were Kings (O.S.T) | DE85 (1 Wo.)DE | — | — | UK3 (12 Wo.)UK | — | Erstveröffentlichung: 27. Januar 1997 feat. Busta Rhymes, A Tribe Called Quest & John Forté |
| 1997 | Hip-Hopera My Xperience                         | — | — | — | — | US81 (5 Wo.)US | Erstveröffentlichung: 11. Februar 1997 Bounty Killer feat. Fugees                           |

Weitere Singles
- 1993: Boof Baf
- 1994: Vocab
- 2005: Take it Easy

## Auszeichnungen für Musikverkäufe
| Silberne Schallplatte - Frankreich - 1996: für die Single No Woman, No Cry Goldene Schallplatte - Brasilien - 1997: für das Album The Score - Dänemark - 2021: für die Single Killing Me Softly - 2022: für die Single Ready or Not - Frankreich - 1997: für das Album Blunted on Reality - Italien - 2022: für das Album The Score - 2024: für die Single Ready or Not - Japan - 1998: für das Album The Score - Neuseeland - 1996: für die Single No Woman, No Cry - 2022: für das Album Greatest Hits - Norwegen - 1996: für das Album The Score - Schweden - 1996: für die Single Killing Me Softly | Platin-Schallplatte - Australien - 1996: für das Album The Score - Belgien - 1996: für das Album The Score - 1996: für die Single Killing Me Softly - Frankreich - 1996: für die Single Killing Me Softly - Italien - 2024: für die Single Killing Me Softly - Neuseeland - 2021: für die Single Ready or Not - Niederlande - 1996: für die Single Killing Me Softly - Norwegen - 1996: für die Single Killing Me Softly - Polen - 1996: für das Album The Score - Schweden - 1996: für das Album The Score - Spanien - 1996: für das Album The Score - 2025: für die Single Killing Me Softly | 2× Platin-Schallplatte - Neuseeland - 1996: für das Album The Score 3× Platin-Schallplatte - Australien - 1996: für die Single Killing Me Softly 4× Platin-Schallplatte - Dänemark - 2018: für das Album The Score - Neuseeland - 2025: für die Single Killing Me Softly 5× Platin-Schallplatte - Europa - 1999: für das Album The Score - Kanada - 1996: für das Album The Score Diamantene Schallplatte - Frankreich - 1997: für das Album The Score |

Anmerkung: Auszeichnungen in Ländern aus den Charttabellen bzw. Chartboxen sind in ebendiesen zu finden.
| Land/RegionAuszeichnungen für Musikverkäufe (Land/Region, Auszeichnungen, Verkäufe, Quellen) | Silber     | Gold       | Platin       | Diamant  | Verkäufe    | Quellen                                                    |
| -------------------------------------------------------------------------------------------- | ---------- | ---------- | ------------ | -------- | ----------- | ---------------------------------------------------------- |
| Australien (ARIA)                                                                            | —          | —          | 4× Platin4   | —        | 280.000     | aria.com.au                                                |
| Belgien (BRMA)                                                                               | —          | —          | 2× Platin2   | —        | 100.000     | ultratop.be                                                |
| Brasilien (PMB)                                                                              | —          | Gold1      | —            | —        | 100.000     | pro-musicabr.org.br                                        |
| Dänemark (IFPI)                                                                              | —          | 2× Gold2   | 4× Platin4   | —        | 170.000     | ifpi.dk                                                    |
| Deutschland (BVMI)                                                                           | —          | 3× Gold3   | 3× Platin3   | —        | 2.250.000   | musikindustrie.de                                          |
| Europa (IFPI)                                                                                | —          | —          | 5× Platin5   | —        | (5.000.000) | ifpi.org (Memento vom 1. Januar 2014 im Internet Archive)  |
| Finnland (IFPI)                                                                              | —          | —          | —            | —        | 26.267      | ifpi.fi                                                    |
| Frankreich (SNEP)                                                                            | Silber1    | Gold1      | Platin1      | Diamant1 | 1.600.000   | infodisc.fr                                                |
| Italien (FIMI)                                                                               | —          | 2× Gold2   | Platin1      | —        | 175.000     | fimi.it                                                    |
| Japan (RIAJ)                                                                                 | —          | Gold1      | —            | —        | 100.000     | riaj.or.jp                                                 |
| Kanada (MC)                                                                                  | —          | —          | 5× Platin5   | —        | 500.000     | musiccanada.com                                            |
| Neuseeland (RMNZ)                                                                            | —          | 2× Gold2   | 7× Platin7   | —        | 192.500     | aotearoamusiccharts.co.nz NZ2 NZ3                          |
| Niederlande (NVPI)                                                                           | —          | —          | 2× Platin2   | —        | 175.000     | nvpi.nl                                                    |
| Norwegen (IFPI)                                                                              | —          | Gold1      | Platin1      | —        | 45.000      | ifpi.no (Memento vom 5. November 2012 im Internet Archive) |
| Österreich (IFPI)                                                                            | —          | —          | 2× Platin2   | —        | 50.000      | ifpi.at                                                    |
| Polen (ZPAV)                                                                                 | —          | —          | Platin1      | —        | 100.000     | olis.pl                                                    |
| Schweden (IFPI)                                                                              | —          | Gold1      | Platin1      | —        | 95.000      | sverigetopplistan.se                                       |
| Schweiz (IFPI)                                                                               | —          | Gold1      | 2× Platin2   | —        | 125.000     | hitparade.ch                                               |
| Spanien (Promusicae)                                                                         | —          | —          | 2× Platin2   | —        | 160.000     | elportaldemusica.es                                        |
| Vereinigte Staaten (RIAA)                                                                    | —          | —          | 12× Platin12 | —        | 12.000.000  | riaa.com                                                   |
| Vereinigtes Königreich (BPI)                                                                 | 4× Silber4 | Gold1      | 11× Platin11 | —        | 5.720.000   | bpi.co.uk                                                  |
| Insgesamt                                                                                    | 5× Silber5 | 16× Gold16 | 66× Platin66 | Diamant1 |             |                                                            |